# 유키나리 토아
유키나리 토아(일본어: 行成 とあ)는 일본의 성우. 나가사키현 출신. 아트비전 소속.